# Mario Aerts

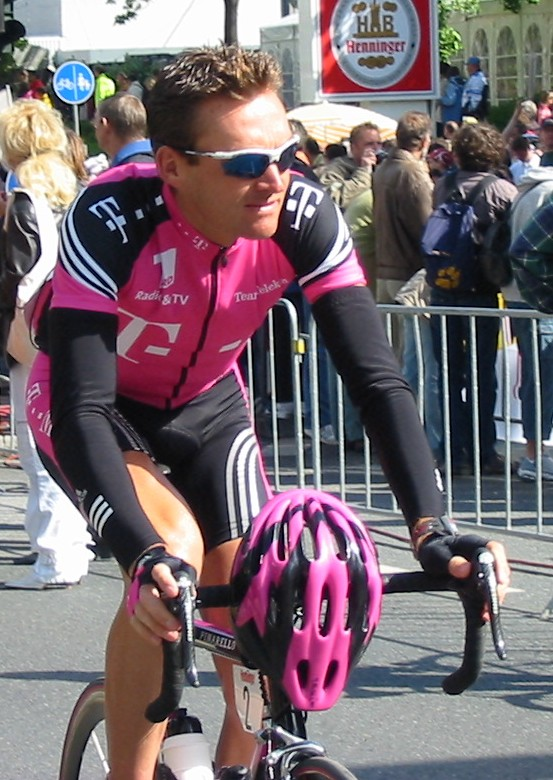
Mario Aerts rijdend voor Team Telekom in 2003

Mario Aerts (Herentals, 31 december 1974) is een Belgisch voormalig wielrenner. Hij was beroepsrenner van 1996 tot 2011. Tegenwoordig is hij ploegleider bij Lotto-Soudal.

## Carrière
De in Herentals geboren Mario Aerts werd beroepswielrenner in 1996 bij Vlaanderen 2002, dat hij na twee jaar en twee overwinningen (de Grote Prijs Isbergues en het Circuit Franco-Belge) verruilde voor Lotto. Aerts bleek een talent dat vooral goed meekon op heuvelachtig terrein en met een tweede plaats in het jongerenklassement van de Ronde van Frankrijk van 1999 leek een grote toekomst voor hem weggelegd. Hierna stokte Aerts' ontwikkeling enigszins, al behaalde hij wel diverse ereplaatsen. In 2002 won hij de Waalse Pijl, zijn grootste zege uit zijn carrière, en werd tweemaal tweede in etappes in de Ronde van Frankrijk. Aerts vertrok hierna voor twee seizoenen naar het Duitse Team Deutsche Telekom (later T-Mobile geheten) waar hij vrij anoniem vooral in dienst van anderen reed. Om zijn eigen kansen wat meer de ruimte te geven keerde hij in 2005 terug bij Davitamon - Lotto.
In 2007 reed Aerts zowel de Giro (20°), de Tour (70°) als de Vuelta (28°) uit. Hij was de 25ste renner aller tijden die dit presteerde. In 2008 behaalde hij een Olympisch diploma, dankzij zijn achtste plaats in de Olympische wegrit.
In de Ronde van Frankrijk 2010 beleefde Aerts een tweede jeugd als superknecht van streekgenoot Jurgen Van den Broeck. Hij won in twee etappes de prijs van de strijdlust en werd vijfde in de tiende etappe. Na het seizoen werd hij uitgeroepen tot de beste Belgische knecht van het peloton en werd hiervoor beloond met de Kristallen Zweetdruppel, een prijs die hij ook al won in 2008. In het peloton had Aerts de bijnamen Super Mario en Le Beau Mario.
2011 diende zich voor Aerts aan als een slecht jaar. Bij zijn team rekende men erop dat hij zijn prestatie van het jaar ervoor in de Tour zou kunnen herhalen, maar hartritmestoornissen hielden hem uit competitie. In oktober 2011 beëindigde Aerts zijn carrière. Vanaf januari 2012 trad hij toe tot de ploegleiding van Lotto-Belisol.

## Belangrijkste resultaten
1994
- 1e - etappe 6 Ronde van het Waalse Gewest

1995
- 2e - eindklassement Ronde van het Waalse Gewest

1996
- 1e - Grote Prijs Isbergues
- 9e - Ronde van de Haut-Var

1997
- 1e - eindklassement Circuit Franco-Belge
- 5e - Circuito Montañés
- 9e - Rothaus Regio-Tour
- 10e - eindklassement Ronde van het Waalse Gewest

1998
- 2e - GP Fayt-le-Franc
- 7e - Japan Cup

1999
- 2e - Criterium van Surhuisterveen
- 2e - Criterium van Aalst
- 3e - Route du Sud
- 3e - Waalse Pijl

2000
- 5e - GP Plouay
- 5e - Waalse Pijl
- 7e - Belgisch kampioenschap wielrennen op de weg

2001
- 1e - Giro della Provincia di Lucca
- 3e - Ronde van Rijnland-Palts
- 4e - Grote Prijs Miguel Indurain
- 4e - Ronde van de Haut-Var
- 5e - GP Plouay
- 6e - Parijs-Nice
- 9e - Kampioenschap van Zürich

2002
- 1e - Waalse Pijl
- 2e - etappe 15 Ronde van Frankrijk
- 2e - etappe 17 Ronde van Frankrijk
- 2e - bergklassement Ronde van Frankrijk
- 3e - Grote Prijs Miguel Indurain
- 5e - Ronde van het Baskenland
- 8e - Internationaal Wegcriterium
- 9e - Parijs-Nice

2004
- 8e - GP Schwarzwald
- 6e - Veenendaal-Veenendaal

2006
- 3e - eindklassement Settimana Ciclistica Internazionale Coppi-Bartali

2007
- 9e - Brabantse Pijl

2008
- 7e - Ruta del Sol
- 7e - Olympische wegrit

2010
- Prijs van de strijdlust 8e en 10de etappe Ronde van Frankrijk
- 5e - etappe 10 Ronde van Frankrijk

## Resultaten in voornaamste wedstrijden
| Jaar | Ronde van Italië | Ronde van Frankrijk | Ronde van Spanje |
| ---- | ---------------- | ------------------- | ---------------- |
| 1996 |                  |                     |                  |
| 1997 |                  |                     |                  |
| 1998 |                  |                     | 41e              |
| 1999 |                  | 21e                 |                  |
| 2000 |                  | 28e                 |                  |
| 2001 | 63e              | 27e                 |                  |
| 2002 |                  | 50e                 |                  |
| 2003 |                  | 89e                 | 51e              |
| 2004 |                  |                     |                  |
| 2005 |                  | 112e                | 15e              |
| 2006 |                  | 105e                |                  |
| 2007 | 20e              | 70e                 | 28e              |
| 2008 |                  | 31e                 |                  |
| 2010 |                  | 33e                 |                  |

| Jaar | Milaan-San Remo | Gent-Wevelgem | Ronde van Vlaanderen | Parijs-Roubaix | Amstel Gold Race | Luik-Bast.‑Luik | Ronde van Lombardije | Waalse Pijl | Parijs-Tours | Bretagne Classic |  | WK op de weg |  | Wereldranglijsten |
| ---- | --------------- | ------------- | -------------------- | -------------- | ---------------- | --------------- | -------------------- | ----------- | ------------ | ---------------- |  | ------------ |  | ----------------- |
| 1996 |                 | 91e           |                      |                |                  |                 |                      |             | 141e         |                  |  |              |  |                   |
| 1997 |                 |               | 54e                  |                |                  | 102e            |                      | 30e         |              |                  |  |              |  |                   |
| 1998 | 61e             | 105e          | 46e                  | 18e            | 62e              |                 | 17e                  |             | 26e          | 20e              |  | 21e          |  |                   |
| 1999 | 18e             |               | 32e                  |                | 34e              | 11e             | 51e                  | ↑           | 22e          |                  |  |              |  |                   |
| 2000 | 23e             |               | 34e                  |                | 23e              | 16e             |                      | 5e          |              | 5e               |  |              |  |                   |
| 2001 | 18e             |               |                      |                |                  | 60e             |                      | 16e         | 78e          | 5e               |  | 22e          |  | 29e (UWB)         |
| 2002 |                 |               |                      |                | 21e              | 18e             |                      | ↑           |              | 72e              |  |              |  |                   |
| 2003 |                 |               |                      |                | 20e              | 77e             | 28e                  | 76e         | 137e         |                  |  | 50e          |  |                   |
| 2004 |                 |               | 72e                  |                |                  |                 |                      |             |              |                  |  |              |  |                   |
| 2005 | 70e             |               |                      |                |                  |                 | 19e                  |             | 134e         |                  |  | 25e          |  | 142e (UPT)        |
| 2006 | 38e             |               |                      |                | 26e              | 68e             |                      | 38e         |              |                  |  |              |  |                   |
| 2007 | 40e             |               |                      |                | 19e              |                 |                      | 96e         |              |                  |  | 45e          |  | 230e (UPT)        |
| 2008 |                 |               |                      |                | 34e              | 81e             |                      | 49e         |              |                  |  | opgave       |  |                   |
| 2010 |                 |               |                      |                | 100e             |                 |                      |             |              |                  |  | opgave       |  | 240e (UWK)        |